# Åter till Bibeln
Åter till Bibeln är en psalm med text och musik av Thoro Harris. Texten översattes till svenska 1930 och bearbetades 1987 av Barbro Törnberg-Karlsson.

## Publicerad i
- Segertoner 1988 som nr 397 under rubriken "Den kristna gemenskapen - Ordet".[1]